# 頴川重寬
頴川重寬（1831年—1891年），字保三郎，號蓮舫，日本的漢語教師，祖籍中國福建省漳州龍溪縣，生於日本長崎本谷川町，青年時期曾擔任長崎唐通事、江戶學問所譯司，後來參與了譯家學校、外務省漢語學所的籌辦，在漢語學所以及其後改制的東京外國語學所中擔任漢語教學負責人。
頴川世代為長崎唐通事，頴川重寬為第9代，15歲做見習通事，20歲當小通事末席，24歲升小通事並，26歲任小通事助。1857年，幕府任命頴川重寬為江戶學問所的譯司。任期結束後，他回長崎參與譯家學校的籌辦。譯家學校教唐通事的子弟漢語與英語。
後來頴川重寬和鄭永寧一起創辦了外務省漢語學所。1873年，漢語學所改隸文部省，與其他外語教學機構合併為東京外國語學所，頴川重寬仍擔任漢語教學負責人。
1889年，頴川重寬退休回到長崎。1891年病逝，享年61歲。